# Kozmice (Strážiště)
Kozmice jsou malá vesnice, část obce Strážiště v okrese Mladá Boleslav. Nachází se asi dva kilometry severně od Strážiště. Kozmice leží v katastrálním území Kozmice u Jiviny o rozloze 1,59 km². Jde o nejsevernější sídlo Středočeského kraje.

## Historie
První písemná zmínka o vesnici pochází z roku 1400.

## Pamětihodnosti
- Krucifix při čp. 17

## Galerie

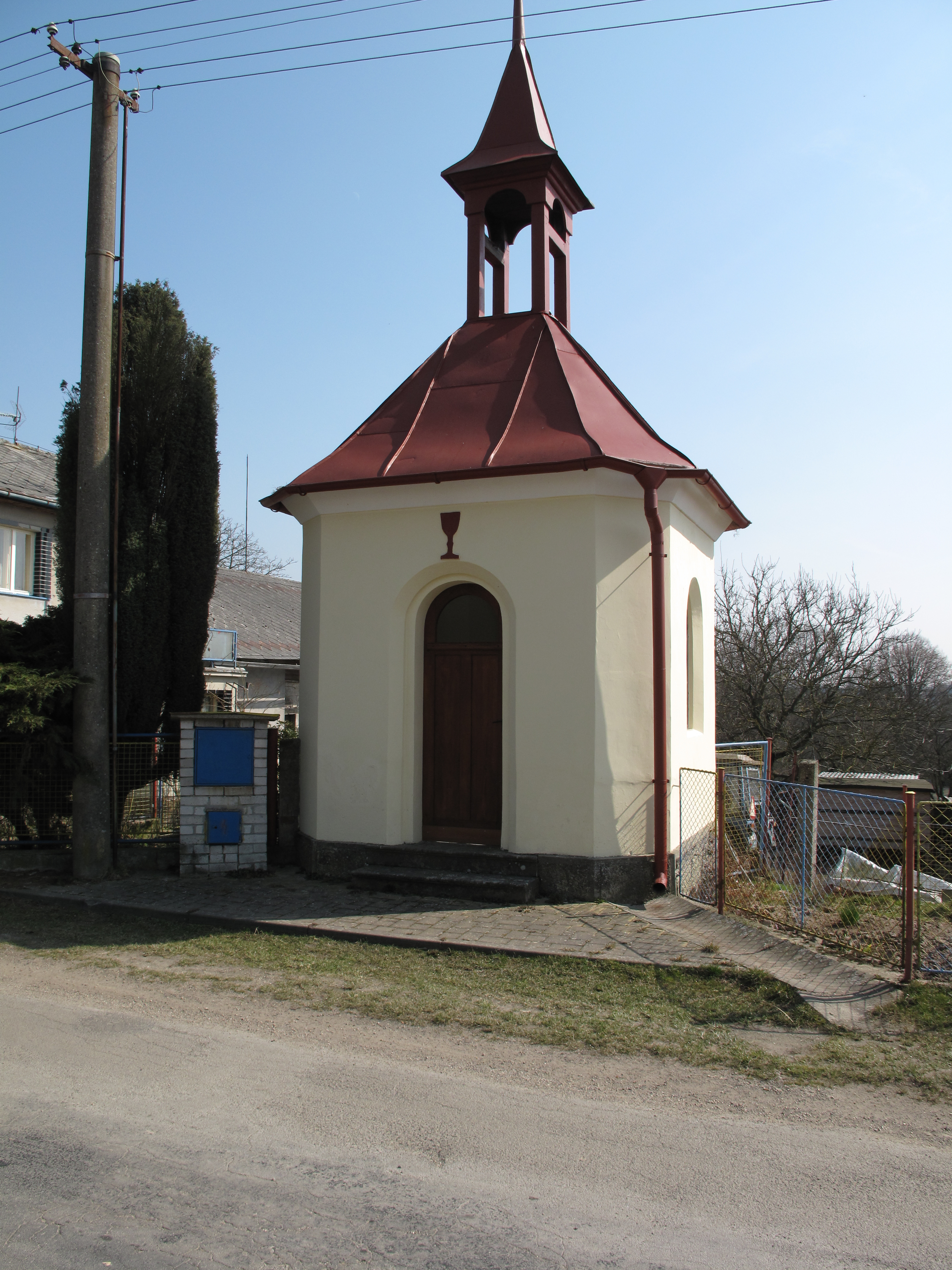
Kaplička
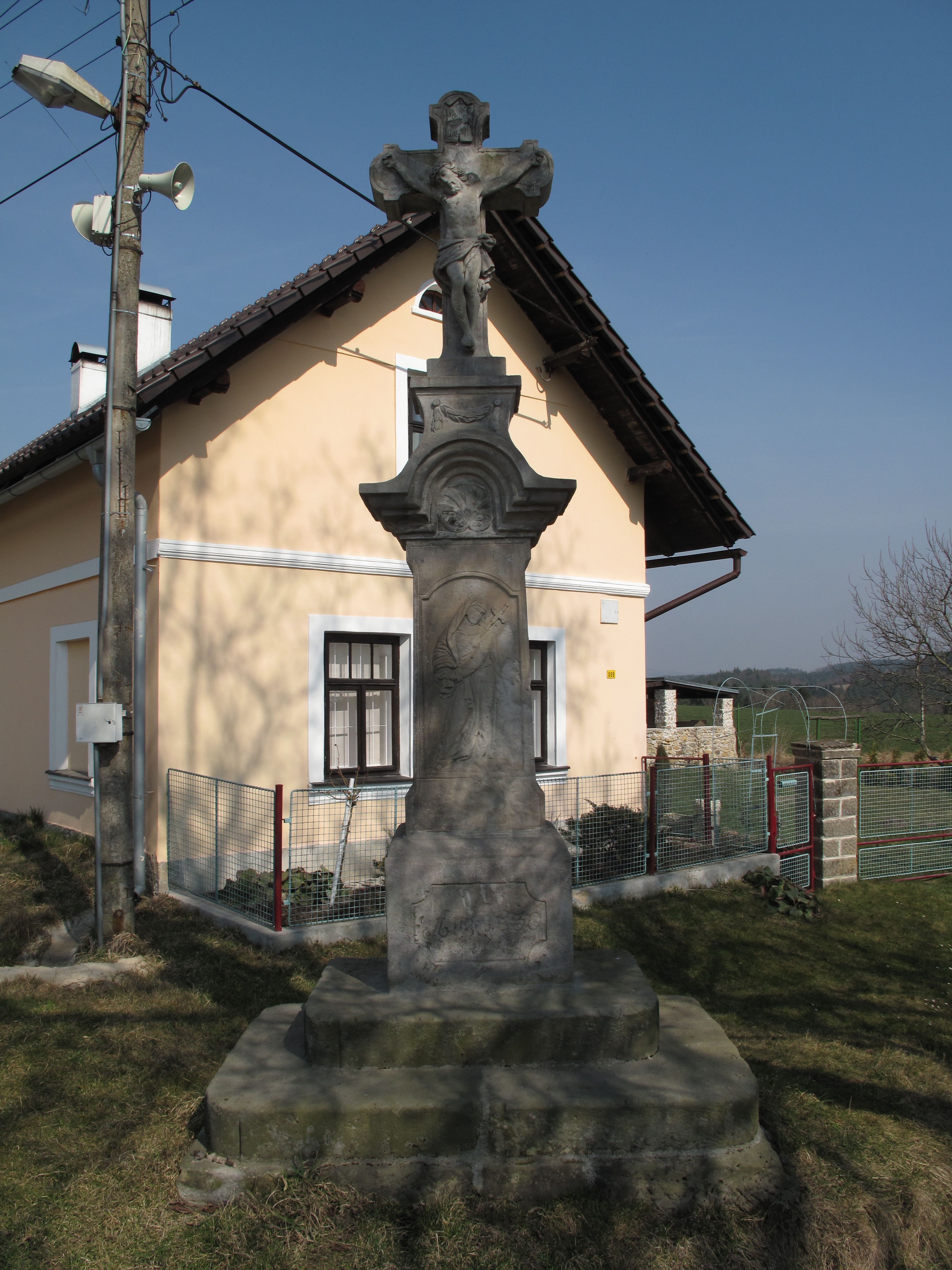
Křížek
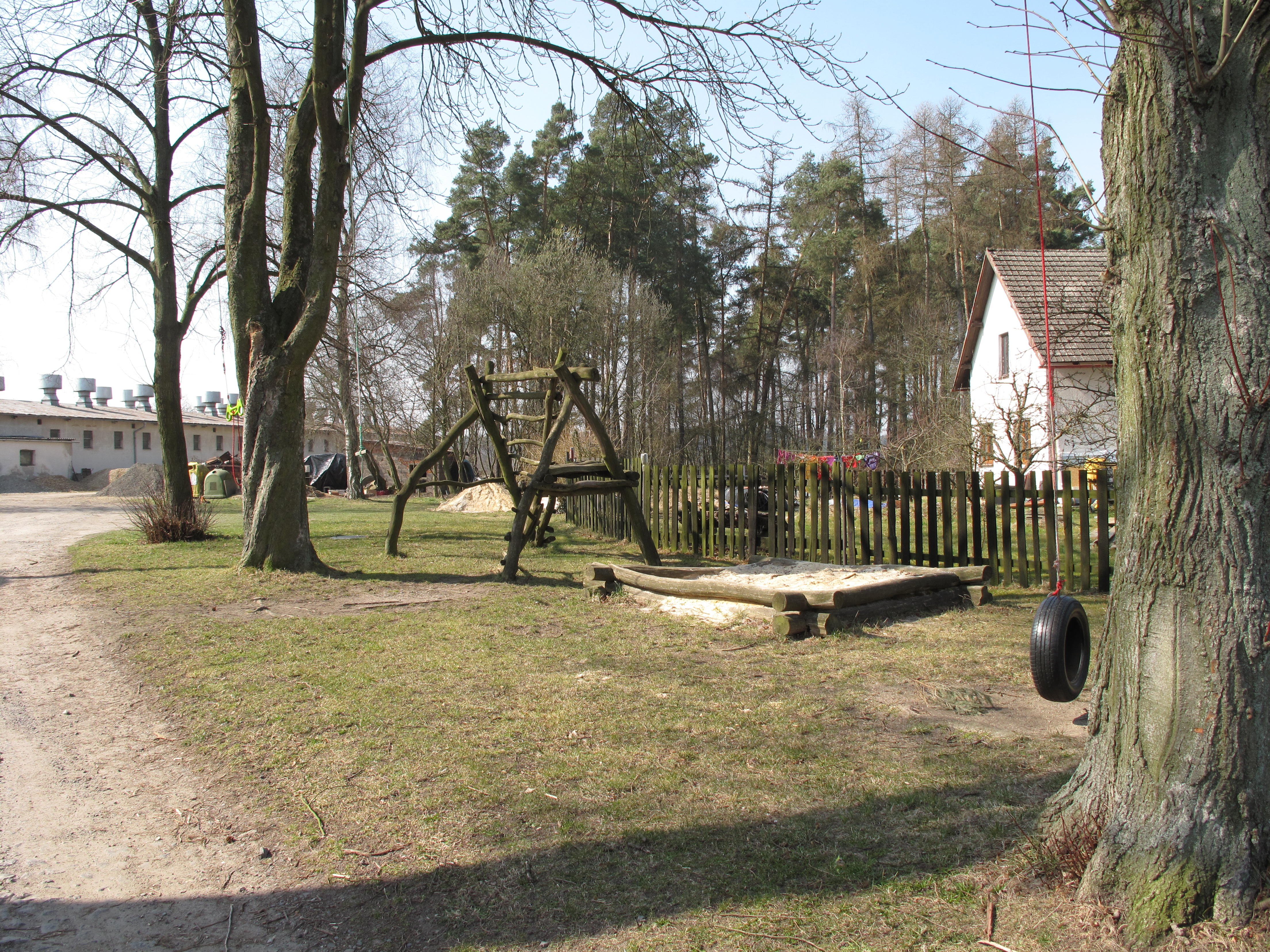
Dětské hřiště
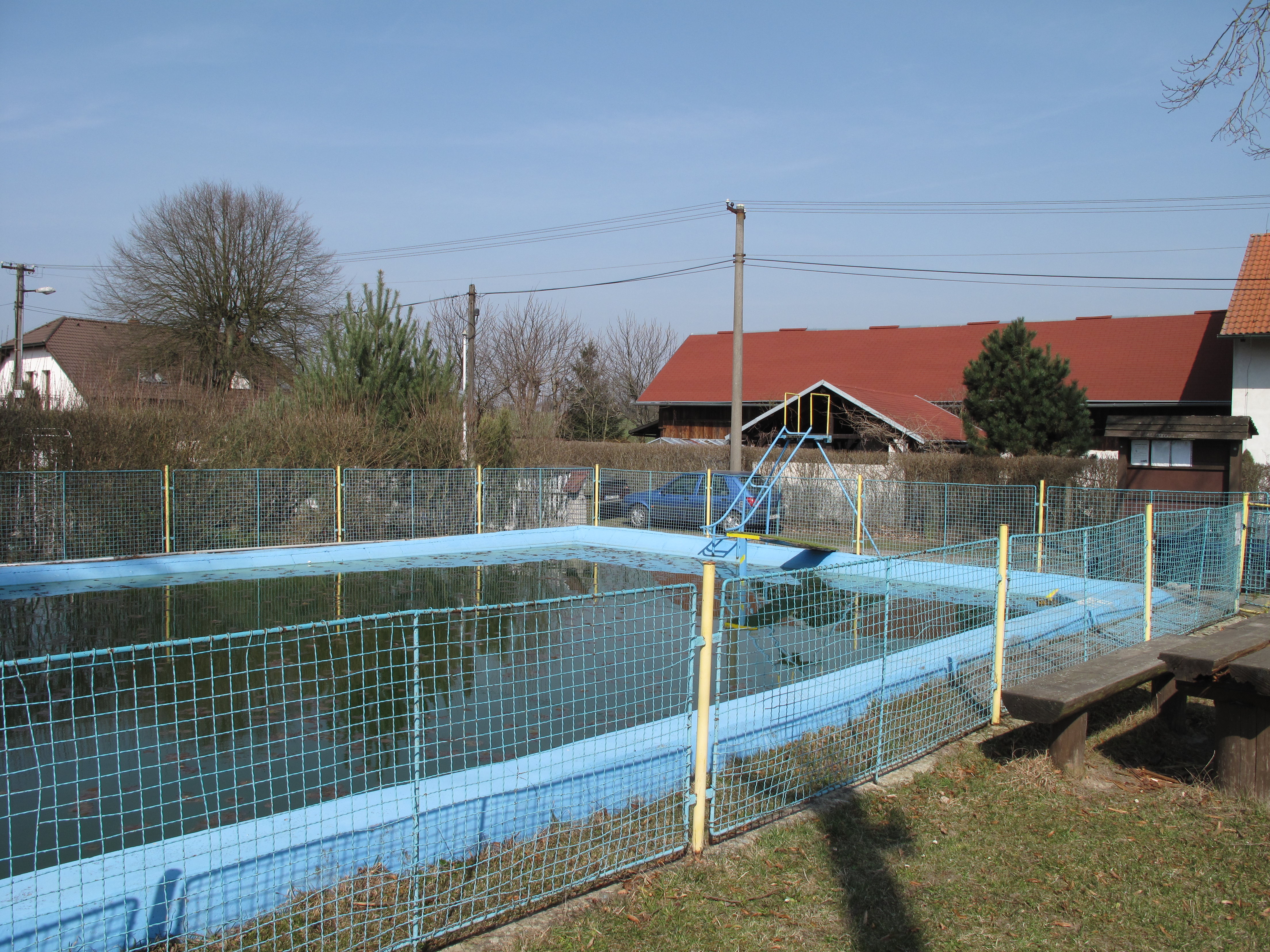
Nádrž/koupaliště